# Khandu Wangchuk
Lyonpo Khandu Wangchuk (24 de noviembre de 1950) es un político de Bután. 

## Biografía
Fue primer ministro del país en el bienio 2001-2002. En el año 2003 fue nombrado Ministro de Asuntos Exteriores, siendo nombrado de nuevo primer ministro el 7 de septiembre de 2006, siendo reemplazado por Kinzang Dorji el 2 de agosto de 2007. Fue nombrado Ministro de Asuntos Económicos el 11 de abril de 2008.

## Distinciones honoríficas

### Distinciones honoríficas butanesas
- Real Kabney Roja (03/1987).[2]
- Real Kabney Naranja (01/1994).[2]

| Predecesor: Yeshey Zimba  | Primer ministro de Bután 2001 - 2002 | Sucesor: Kinzang Dorji |
| Predecesor: Sangay Ngedup | Primer ministro de Bután 2006 - 2007 | Sucesor: Kinzang Dorji |